# Гогичаишвили, Кахабер Роландович
Кахабер Роландович Гогичаишвили (груз. კახაბერ გოგიჩაიშვილი; род. 31 октября 1968[…], Тбилиси, Грузинская ССР) — советский и грузинский футболист, нападающий. Футбольный тренер. Мастер спорта СССР (1989).

## Биография
Воспитанник футбольной школы № 35 Тбилиси, первый тренер Г. Буадзе. В 1985—1986 годах играл в чемпионате Грузинской ССР за «Шевардени» Тбилиси. В 1987 году сыграл пять матчей в высшей лиге за «Гурию» Ланчхути. В следующем сезоне в первой лиге провёл за команду 20 матчей, забил два гола и перешёл в «Динамо» Тбилиси — 15 игр, 4 гола (3 с пенальти). В 1989 году сыграл в чемпионате 30 матчей, забил 4 гола (3 с пенальти). В Кубке СССР 1988/89 с командой дошёл до полуфинала, в четырёх матчах забил два гола — оба с пенальти — в ворота московского «Спартака» (1/4, 2:0) и «Днепра» (1/2, 1:2).
В чемпионате Грузии играл за «Иберию» / «Динамо» Тбилиси (1990—1991, 1995—1997, 1999), «Гурию» (1991—1992), «Шевардени-1906» (1992—1994), «Самтредиа» (1994—1995), «Локомотив» Тбилиси (2000—2002), «Мерани-Олимпи» Тбилиси (2002—2003).
В 1998 году выступал в чемпионате Израиля за «Хапоэль» Ашкелон и в первом дивизионе России за «Локомотив» НН.
В 1992—2000 годах за сборную Грузии сыграл 27 матчей, забил один гол.
Тренер «Зестафони» (2012—2013), главный тренер молодёжной команды «Динамо» Тбилиси (2013—2014), главной команды (2014—2015), «Гурии» (2015), молодёжной команды «Цхинвали» (2015—2016), «Мешахте» (2016—2017), «Марк Старс» (2018), «Динамо» Зугдиди (с 2019).

## Достижения
- Чемпион Грузии: 1990, 1991, 1995/1996, 1996/1997, 1998/1999
- Обладатель Кубка Грузии: 1995/1996, 1996/1997, 1999/2000, 2001/2002
- Обладатель Суперкубка Грузии: 1996/1997, 1997/1998, 2014/2015